# ブラック・アンド・ブルー (バンド)
ブラック・アンド・ブルー（Black 'N Blue）は、アメリカ合衆国出身のハードロック・バンド。

## 来歴
1981年秋、オレゴン州ポートランドにて、ジェイミー・セント・ジェイムズ（ヴォーカル）とトミー・セイヤー（ギター）を中心に結成。1982年に拠点をロサンゼルスに移し、ライブ活動を展開。1983年7月にはゲフィン・レコードと契約を結ぶ。
1984年にデビュー・アルバム『ブラック・アンド・ブルー』をリリース。アルバムからのシングル曲「ホールド・オン・TO・18」がスマッシュヒットする。日本では同年9月にアルバムがリリースされ、11月には来日公演が行われている。
1985年にセカンド・アルバム『ウィズアウト・ラヴ』をリリース。同年、キッスの「アサイラム・ツアー」の前座を務める。このツアーで交流を持つようになったジーン・シモンズがその後のアルバム『ナスティ・ナスティ』『イン・ヒート』のプロデュースを担当するも、いずれも商業的な成功に至らず、ゲフィン・レコードとの契約が解消され、1989年にバンドは活動停止状態となる。
その後、メンバーはそれぞれの活動に入る。このうち、ジェイミー・セント・ジェイムズとトミー・セイヤーはコールド・スウェットのメンバーらと共にキッスのトリビュート・バンド「コールド・ジン (Cold Gin)」を結成。メンバー4人全員がキッスのフルメイクを施しており、ドラムを担当したジェイミーはピーター・クリスの、トミーはエース・フレーリーの役を務めていた。ロサンゼルスを中心にライブ活動を行い、1992年8月～9月には来日公演が行われている。
1997年10月31日、メンバーの地元ポートランドで、オリジナルメンバーによる一夜限りのライブを開催する。このときのライブ音源は、翌1998年に『One Night Only: Live』としてリリースされる。
2003年、ジェイミーがブラック・アンド・ブルーの再編に動き出す（2002年にキッスに正式加入したトミー・セイヤーは不参加）。ショーン・ソネンシェイン（ギター）を加えたラインアップでアルバム制作に取り掛かるが、2004年にジェイミーがウォレントに加入すると、ブラック・アンド・ブルーとしての活動は宙に浮いてしまう。
2008年にジェイミーがウォレントを脱退すると、本格的にブラック・アンド・ブルーの活動が再開する。2011年には23年ぶりとなる5枚目のスタジオ・アルバム『ヘル・ヤー!』がフロンティアーズ・レコードからリリースされる。

## 備考
ブラック・アンド・ブルーのセカンド・アルバム『ウィズアウト・ラヴ』のサウンドを気に入ったジョン・ボン・ジョヴィは、同アルバムのプロデュースとエンジニアリングを担当したブルース・フェアバーンとボブ・ロックをボン・ジョヴィの出世作となる『ワイルド・イン・ザ・ストリーツ (Slippery When Wet)』に起用した。

## メンバー

### 現ラインナップ
- ジェイミー・セント・ジェイムズ（Jaime St. James）- ヴォーカル（1981–1989, 1997, 2003, 2007, 2008– ）
- パトリック・ヤング（Patrick Young）- ベース（1981–1989, 1997, 2003, 2007, 2008– ）
- ピート・ホームズ（Pete Holmes）- ドラム（1981–1989, 1997, 2003, 2007, 2008– ）
- ブランドン・クック（Brandon Cook）- ギター（2013– ）
- ダグ・ラパポート（Doug Rappoport）- ギター（2021– ）[5]

### 旧メンバー
- トミー・セイヤー（Tommy Thayer）- ギター（1981–1989, 1997, 2007）
- ジェフ・ワーナー（Jeff "Woop" Warner）- ギター、キーボード（1982–1989, 1997, 2003, 2007, 2008–2013）
- ショーン・ソネンシェイン（Shawn Sonnenschein）- ギター（2003, 2008–2017）
- ボビー・カプカ（Bobby Capka）- ギター（2017–2021）

## ディスコグラフィ

### スタジオ・アルバム
- 『ブラック・アンド・ブルー』- Black 'N Blue（1984年）
- 『ウィズアウト・ラヴ』- Without Love（1985年）
- 『ナスティ・ナスティ』- Nasty Nasty（1986年）
- 『イン・ヒート』- In Heat（1988年）
- 『ヘル・ヤー!』- Hell Yeah!（2011年）

### ライブ・アルバム
- One Night Only: Live（1998年）
- Live In Detroit 1984（2001年）

## 日本公演
- 1984年
11月14日　東京・中野サンプラザホール、15日　大阪・万博ホール、16日　東京・中野サンプラザホール